# 科佩體育場
科佩體育場（法語：Stade de Copet）是一座位於瑞士沃韦的多用途運動場，主要用作足球比賽，為當地球會沃韋聯的主場，並能容納約4,000名觀眾。

## 外部連結
- Vevey stadium （页面存档备份，存于）